# مونكلير
مونكلير هي ماركة أزياء إيطالية فاخرة تشتهر في الغالب بملابس التزلج . تأسست الشركة في عام 1952 على يد رينيه راميلون وأندريه فنسنت،  تم شراء العلامة التجارية من قبل رجل الأعمال الإيطالي ريمو روفيني في عام 2003، مما أدى إلى تحويل مسار الشركة التي كانت على وشك الإفلاس،  وإدراجها في بورصة ميلانو في عام 2013. في كانون الأول (ديسمبر) 2020 ، اشترت الشركة حصة 100٪ من العلامة التجارية الإيطالية للملابس الرياضية ستون أيلاند في صفقة استحواذ بلغت قيمتها 1.15 مليار يورو. 

## إثارة الجدل
- في عام 2011، طلبت الشركة منع وصول المستخدمين الإيطاليين إلى 493 موقعًا إلكترونيًا تحتوي على اسم الشركة، هذه المواقع تقوم بتسويق سلع مقلدة.[6][7]
- في نوفمبر 2014، انتقد تحقيق أجراه برنامج تلفزيوني بشدة بعض سياسات الإنتاج للشركة، مما أدى إلى انخفاض كبير في سعر الأسهم في الأيام التالية. تم نقل الإنتاج إلى مولدوفا.

## كبار المساهمين
آخر تحديث يوليو 2019.
| شريك                       | الحصة (٪ من الأسهم العادية) |
| -------------------------- | --------------------------- |
| شركة روفيني بارتيسيبازيوني | 25.4٪                       |
| بلاك روك                   | 5.0٪                        |
| مورغان ستانلي              | 3.0٪                        |
| أسهم الخزينة               | 2.2٪                        |
| أسهم سوق                   | 64.4٪                       |

## روابط خارجية
- الموقع الرسمي